# Гробельський Роман
Роман Гробельський (псевдо: «Бродич», «Роман») (*1919, с. Стефкове, тепер ґміна Вільшаниця, Підкарпатське воєводство — пом.8 лютого 1949, Ряшів, Польща) — військовий діяч УПА, поручник, командир сотні «Ударники-1».

## Життєпис

Вояки «Ударники-1». Перший справа Роман Гробельський

Роман Гробельський в полоні

Член ОУН. З липня 1944 року в лавах УПА. Спершу командир чоти у сотні «Громенка».
З травня 1946 року командир сотні «Ударники-1», що належала до куреня «Рена». Восени 1946 року сотня Гробельського діяла у Грибівському повіті і у жовтні цього ж року роззброїла пост поліції у Флоринці.
В травні 1947 року був виданий наказ про перехід сотні «Бродича» на Захід, проте через відсутність зв'язку Роман Гробельський отримав його лише у серпні. До того часу відділ постійно пересувався теренами Словаччини та Польщі.
2 вересня 1947 року «Бродич» вирушає у свій останній рейд, і в ніч з 26 на 27 вересня перетинає кордон із Чехією. Проте, 30 жовтня 1947 року в селі Коругев біля Полічки Роман Гробельський був захоплений у полон.
У 1948 році переданий польській владі, 14 січня 1949 року засуджений до смертної кари. Вирок був виконаний 8 лютого 1949 року на подвір'ї ряшівської в'язниці.